# 비닐봉투

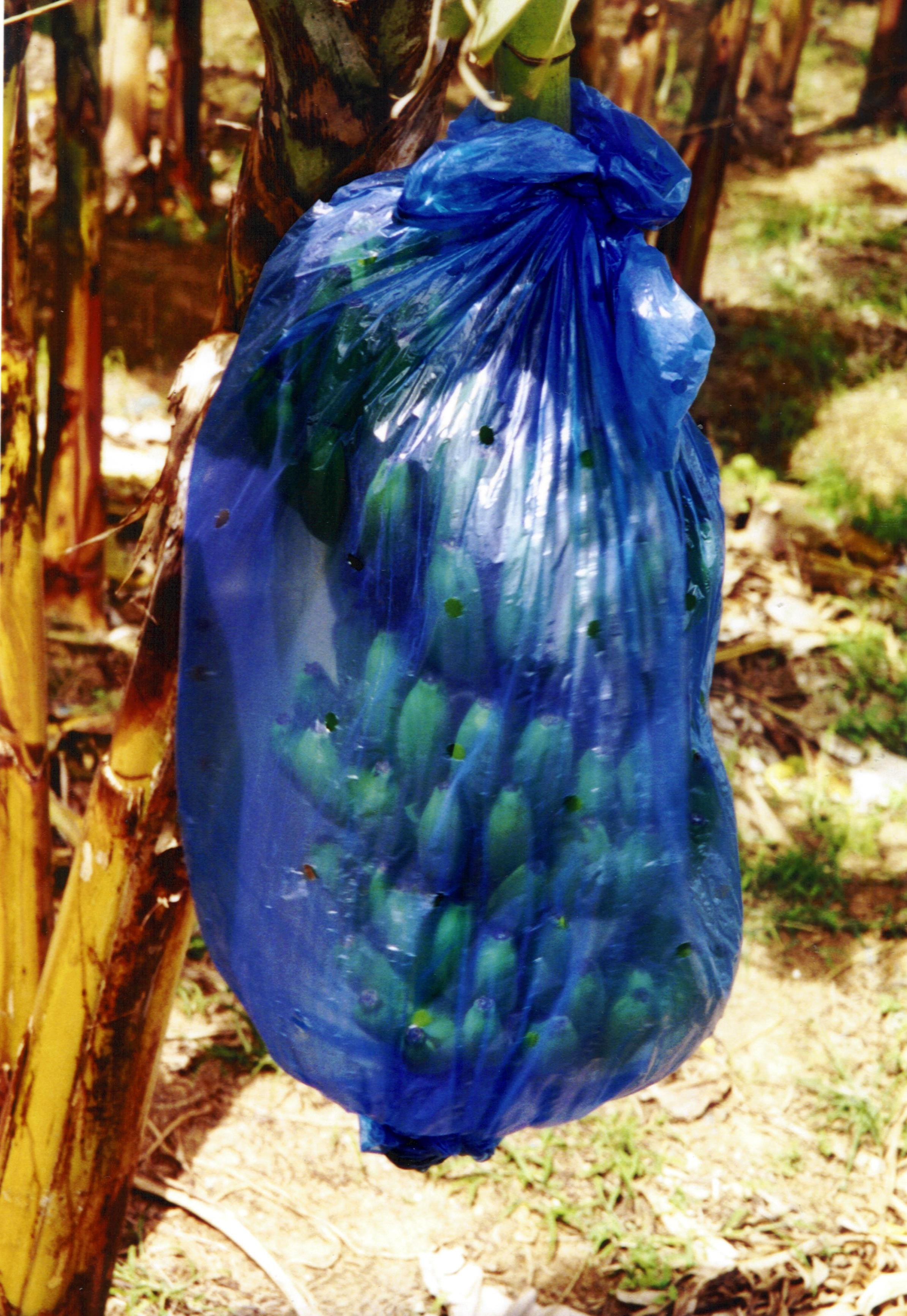
성 루시아섬 바나나 농장에서 푸른색 비닐봉지로 싸둔 바나나 송이의 모습.

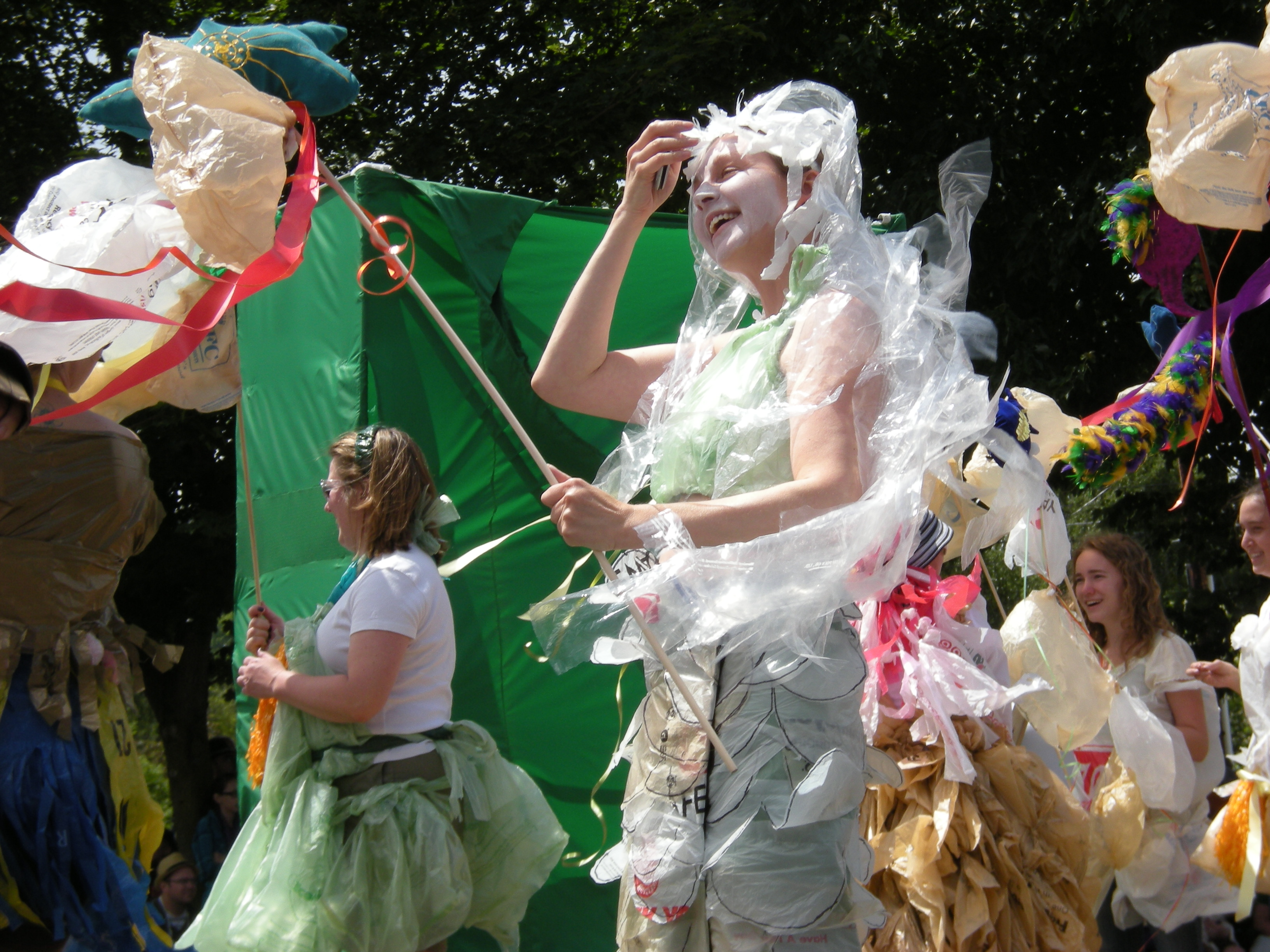
미합중국 워싱턴주 시애틀 프리몬트에서 2009년에 개최된 재활용 하지 축제 행진.

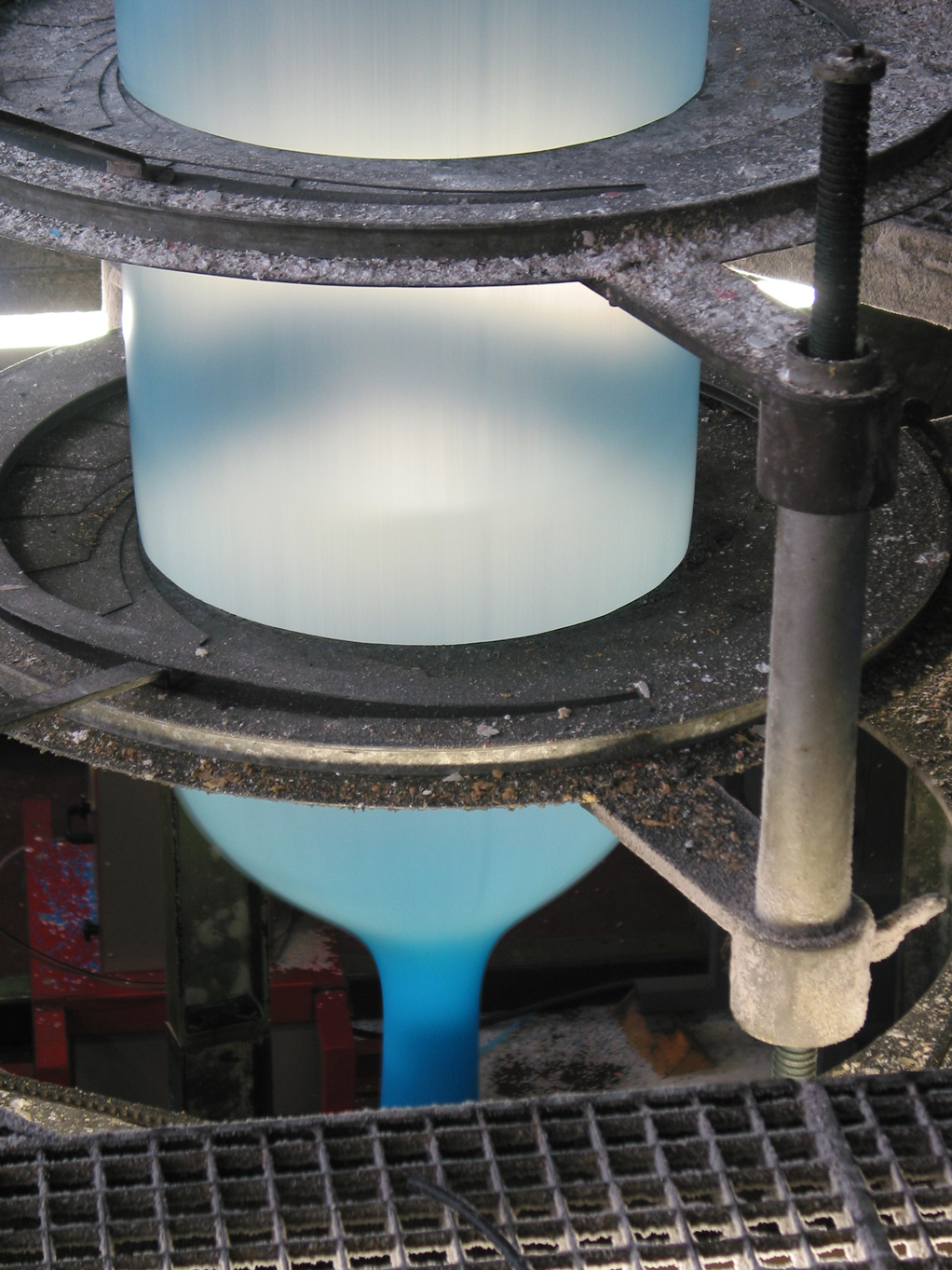
플라스틱 필름을 만드는 공정의 모습.

비닐봉투(영어: plastic bag) 또는 비닐봉지는 얇고 부드러운 비닐로 만든 봉지 또는 봉투로, 음식물 
등 가벼운 상품을 간단하게 포장해서 운반할 때 쓰인다. 다른 용기와 달리 무게가 가볍고 가격도 싸며, 종이나 천으로 만든 봉투와 달리 물기가 있어도 젖거나 새지 않고, 입구를 막으면 냄새도 나지 않아 널리 쓰인다.
폴리비닐 알콜, 또는 폴리염화 바이널을 다르게 취하는 명사이다.

## 역사
1977년 미국에서 처음으로 비닐봉지를 만들었는데, 샌드위치 봉투로 쓰기 위해서였다. 처음에는 정말 위생적이고, 종이봉투와 같이 나무를 쓰지 않아 친환경적인 제품으로 생각되었다. 생산비용도 매당 1센트 정도로 매우 싼 가격으로 주로 인도, 중국, 말레이시아와 타이에서 만들고 있다.

## 용어
영어권에서는 플라스틱 필름으로 만들었다는 뜻으로 플라스틱 백(영어: plastic bag 플래스틱 백[*]), 폴리백(영어: poly bag) 등으로 사용한다.

## 특징
재료는 폴리에틸렌, LDPE, LLDPE 등 여러 종류의 플라스틱 필름을 쓰나 보통 폴리에틸렌을 많이 쓴다.
비닐봉투는 상자, 종이갑, 병 등에 비해 상품 포장후 총 부피를 내용물 크기로 줄일 수 있는 장점이 있으나, 비닐의 특성상 자연상태에서 분해가 어려워 쓰레기 매립지 안정화에 어려움이 많으므로, 쓰레기 매립지 확보가 어려운 국가에서는 생분해성 재질로 만들것을 권장한다.

## 종류

### 포장
상품에 따라 다양한 종류의 비닐봉투가 있다. 내용물이 넘치는 경우를 대비한 뚜껑이 달린 제품이나 내용물 보호를 위해 보온재나 충격방지제와 결합된 제품, 파손하지 않으면 개폐할 수 없도록 만든 만든 보안용, 손잡이가 따로 달린 제품 등이 있다.

### 쇼핑 봉투
백화점, 재래시장, 할인매장, 기타 가게 등에서는 장바구니를 갖고 있지 않은 소비자를 위해 상품을 싸서 주는 비닐봉투를 말하며, 겉면에 해당 판매처의 상표가 새겨져 있는 경우가 많다.
보통 무료로 제공하나 환경보호를 위해 간혹 일정 금액을 받고 판매하는 경우도 있다.

### 쓰레기봉투
전통적으로 쓰레기를 담는 봉투로 보통 검은색을 쓰는데, 미관 혹은 내용물 확인을 위해 투명한 비닐 봉투를 쓰는 경우도 많다.
대한민국에서는 쓰레기 종량제에 따라 규격 봉투를 쓴다.

### 중대형 상품 운반 용기
무게에 비해 부피가 상대적으로 많이 나가는 꽃이나 솜 등 큰 벌크 상품 용기로 쓴다.

## 어린이에게 위험
얇은 비닐봉투는 사람이 질식할 수 있다. 미국에서 매년 평균 25명의 돌 이전의 어린이가 비닐봉투로 인해 질식사 하고 있다.

## 재활용 가능 여부
비닐봉투는 보통 재활용이 가능한 것이 보통이다. 그러나 비닐봉투는 일선 아파트 단지나 다세대 주택 등지에서도 재활용 불가 관련 공문 발송이 최근 관리사무소 또는 반상회 등을 통해 뒤늦게 알려져 오자, 분리수거함 등에 비닐류가 아예 제외되었기 때문에 비닐류는 재활용이 아닌 일반 쓰레기 또는 노랑봉투 등으로 배출해야 하는 원칙을 두어야 하는 등 여러 가지 후폭풍이 있다.

## 같이 보기
- 생분해
- 바이오플라스틱
- 폐기물 재생 연료
- 지퍼백